# سو باکت
سو باکت (انگلیسی: Sue Buckett؛ زادهٔ ۱ ژانویهٔ ۱۹۴۴) بازیکن سابق فوتبال اهل انگلستان است. سو باکت اولین بازی خود را برای انگلیس مقابل اسکاتلند در ۱۸ نوامبر ۱۹۷۲ انجام داد که انگلیس با نتیجه ۳-۲ برد.
وی در تیم ملی فوتبال زنان انگلستان بازی کرده است.